# Meioneta emertoni
Meioneta emertoni är en spindelart som först beskrevs av Carl Friedrich Roewer 1942. 
Meioneta emertoni ingår i släktet Meioneta och familjen täckvävarspindlar. Inga underarter finns listade i Catalogue of Life.